# Megalonotus dilatatus

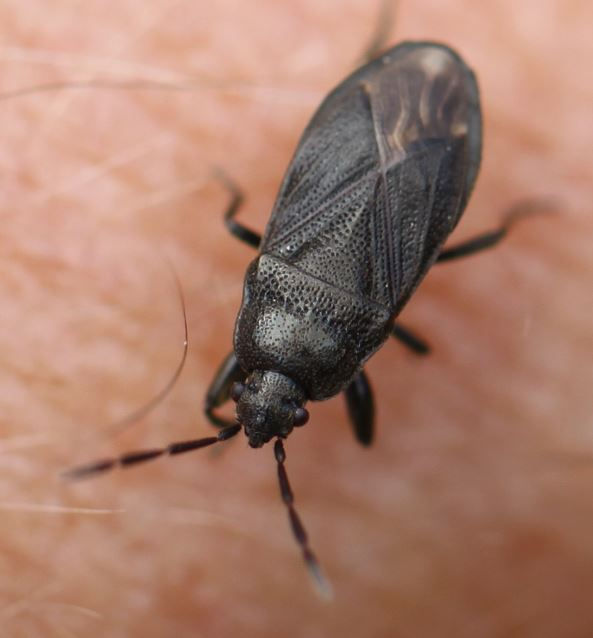

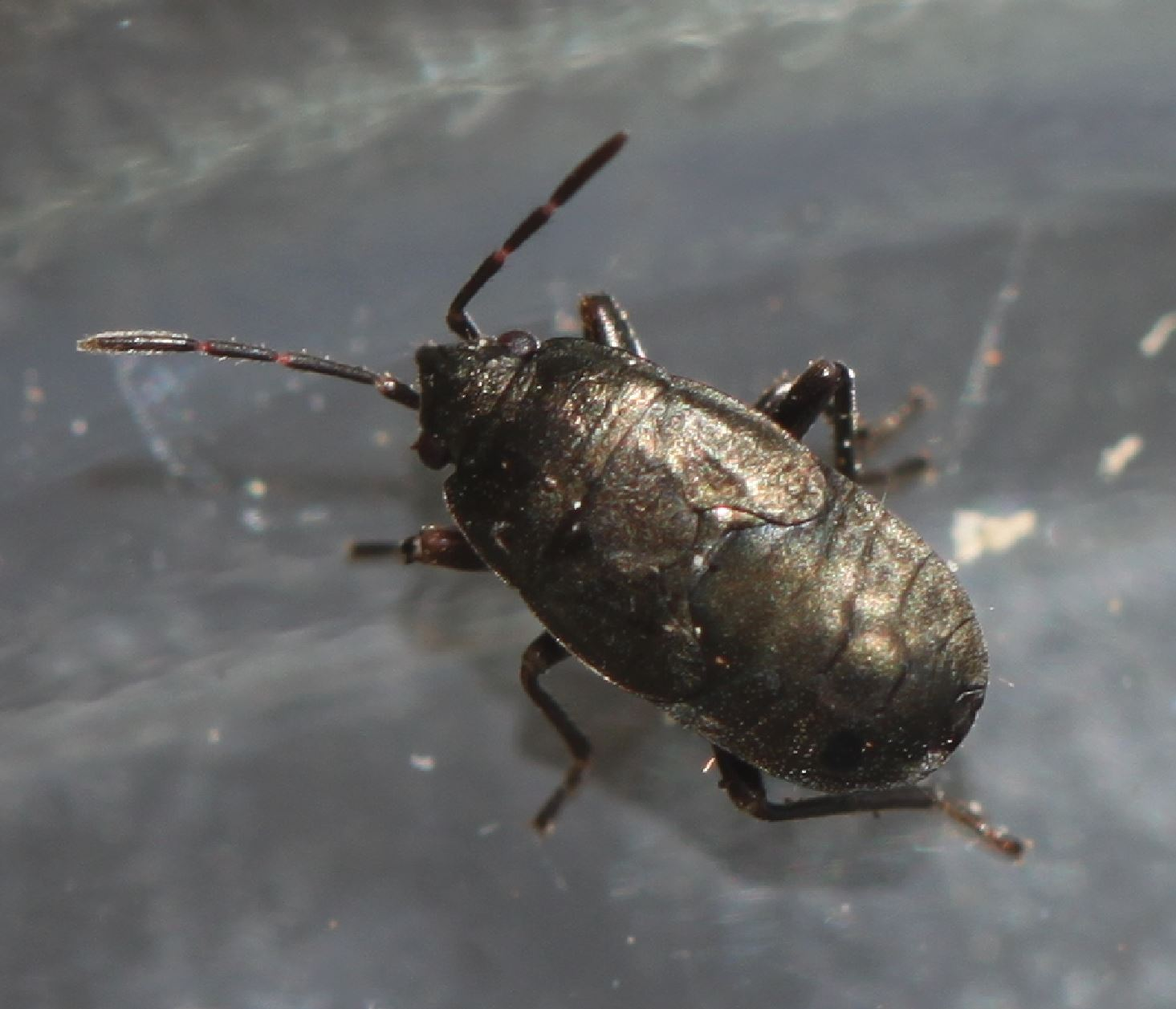
Nymphe

Megalonotus dilatatus ist eine Wanze aus der Familie der Rhyparochromidae.

## Merkmale
Die Wanzen werden 5,4 bis 7,1 Millimeter lang und sind damit die größten Vertreter ihrer Gattung in Mitteleuropa. Sie haben wie alle Vertreter der Gattung ein dunkel gefärbtes und besonders hinten grob punktiertes Pronotum. Die Schenkel (Femora) der Vorderbeine tragen einen langen und mehrere kleine Zähnchen. Man kann Megalonotus dilatatus von der ähnlichen Art Megalonotus chiagra durch das Fehlen der langen, aufrechten Härchen am Pronotum unterscheiden. Außerdem ist sie durchschnittlich etwas größer als die ähnliche Art. Die Schienen (Tibien) und Fühler sind immer komplett schwarz. Häufig sind voll geflügelte (makroptere) Individuen zu beobachten.

## Verbreitung und Lebensraum
Die Art ist Europa, mit Ausnahme des Nordens verbreitet. Im Osten reicht das Verbreitungsgebiet bis Russland und über Kleinasien bis in den Kaukasus. In Deutschland ist die Art weit verbreitet, aber überall selten; im Norden seltener als im Süden. In Österreich tritt sie nur im Osten und Süden auf. In Großbritannien ist sie zwar selten, aber im Süden überall verbreitet. Besiedelt werden offene Lebensräume mit Sand- oder Kalkboden.

## Lebensweise
Die Tiere sind an Hülsenfrüchtler (Fabaceae) gebunden, Man findet sie in Mitteleuropa vor allem in der Bodenstreu unter Besenginster (Cytisus scoparius), seltener unter Ginster (Genista). Die Imagines und Nymphen saugen an auf den Boden gefallenen Samen.

## Belege